# Megacyllene abnormis
Megacyllene abnormis là một loài bọ cánh cứng trong họ Cerambycidae.